# Owston (South Yorkshire)
Owston – wieś w Anglii, w hrabstwie ceremonialnym South Yorkshire, w dystrykcie metropolitalnym Doncaster. Leży 31 km na północny wschód od miasta Sheffield i 243 km na północ od Londynu. Miejscowość liczy 170 mieszkańców.